# Franz Xaver von Meixner
Franz Xaver von Meixner (* 1793 in Zweibrücken; † nach 1830) war ein Landschaftsmaler des 19. Jahrhunderts mit dem Schwerpunkt seines Schaffens im Umkreis von München.
Meixner ist zwischen 1809 und 1820 in Saarbrücken und von 1823 bis 1825 in Hamburg nachweisbar. Er stammte laut Matrikelbucheintrag aus Zweibrücken und wurde am 1. Januar 1809, im Alter von 16 Jahren, Schüler der Akademie der Bildenden Künste München im Fach Malerei mit dem Schwerpunkt Landschaftsmalerei. 1818 schrieb er sich erneut für das Fach Modellmalerei ein. Der Künstler signierte mit seinem Nachnamen und schrieb das Datum dahinter.

## Werke (Auswahl)
Nur wenige Ölbilder von Meixner sind in deutschen Museen auffindbar:
- 1811: Selbstbildnis mit Palette im Historischen Museum zu Speyer[3]
- 1822: Baron Adam von Reiter in der Schreibstube
- 1822: Portrait des Konditormeisters Steenfatt in der Hamburger Kunsthalle
- Soldaten in Landschaft im Münchener Lenbachhaus (Datierung 18.. unleserlich geworden)
- Portrait des Nürnberger Kaufmannes Benedict Schwarz mit geöffnetem Brief (zugeschrieben)